# Edmundo Hermosilla
Edmundo Hermosilla Hermosilla (Río Bueno, 13 de julio de 1956) es un ingeniero comercial, empresario y político democratacristiano chileno, ex ministro de Estado del presidente Eduardo Frei Ruiz-Tagle.

## Biografía
Cursó sus estudios primarios en la escuela superior de Río Bueno y sus secundarios en el Instituto Salesiano de Valdivia. Sus estudios universitarios los inició en 1973 en la Universidad de Chile, desde donde egresó de ingeniero comercial.
Comenzó su carrera profesional en la financiera Finamsur. Luego trabajó en el Banco de A. Edwards, desde donde pasó a Citibank Chile, entidad en la que llegó a ocupar el cargo de vicepresidente.
En marzo de 1990, con Patricio Aylwin en el Gobierno, pasó a ocupar la gerencia de Fomento y de Empresas de la estatal Corporación de Fomento de la Producción (Corfo), tocándole vender la cartera de esa entidad al sector financiero. En ese periodo fue nombrado también presidente de Edelnor y director de Esval, entre otros cargos en empresas controladas por el Estado chileno.
Entre 1992 y 1994 ejerció como gerente general del Banco BHIF, entidad ligada a la familia Said y en la que debió encabezar una polémica jurídica en contra del empresario Francisco Javier Errázuriz, antiguo dueño del Banco Nacional, que el BHIF adquirió.
En febrero de 1993, en el Foro Económico Mundial en Suiza, fue elegido como uno de los 200 líderes mundiales para el futuro.
Respaldado entre otros por su amigo Gutenberg Martínez, en marzo de 1994 el presidente Frei lo nombró ministro de Vivienda y Urbanismo, puesto en el que permaneció hasta julio de 1997. En ese cargo se destacó por impulsar proyectos modernizadores, como la política nacional de desarrollo urbano y avances tan claramente cuantificables como la construcción de medio millón de casas. Eso hasta junio de 1997, cuando casi siete mil casas construidas por la empresa Copeva en Bajos de Mena en la comuna de Puente Alto en Santiago se inundaron, poniendo en evidencia serias fallas de fiscalización.
Este hecho dio pie para que residentes de otras zonas de la capital denunciaran deficiencias similares en otras firmas, hecho que comprometió públicamente a la cartera.
La noticia de una yegua regalada dos años antes por Francisco Pérez Yoma, propietario de Copeva, después de la firma del contrato, al ministro Hermosilla fue la gota que rebasó el vaso. Esto lo llevó a renunciar, sin antes aclarar que nunca mezcló los temas personales con los profesionales y que, por eso mismo, él mismo asistió a los tribunales a presentar la demanda en contra de Copeva.

Tras abandonar el Ministerio de Vivienda y Urbanismo pasó a Dersa, matriz de los negocios del grupo local Del Río, luego accionista de Falabella. Permaneció en la gerencia general de dicha compañía hasta agosto de 2009, quedando tras ello sólo como miembro del directorio de algunas filiales como Banco Falabella y Derco.
Es accionista de Azul Azul, sociedad dueña de la concesión de los activos del club deportivo Universidad de Chile, firma que en noviembre de 2008 salió a la bolsa chilena.
Desde abril de 2014 es presidente del directorio de CMR Falabella.
Está casado con la catequista Roxana Varas, con quien tiene cinco hijos: Edmundo, Cristóbal, Sebastián, María de los Ángeles e Ignacio.